# Cymbaline
„Cymbaline“ je šestá skladba z třetího studiového alba anglické rockové skupiny Pink Floyd Soundtrack from the Film More z roku 1969. Skladbu napsal baskytarista skupiny Roger Waters. Skladba byla nahrána v březnu roku 1969 v Pye Studios v Londýně.

## Sestava
- David Gilmour - kytara, zpěv
- Rick Wright - piáno, varhany
- Nick Mason - bicí, perkuse, bongo
- Roger Waters - baskytara